# Dél-mujai-hegység
A Dél-mujai-hegység (oroszul: Южно-Муйский хребет, Juzsno-mujszkij hrebet) hegység Oroszországban, Burjátföldön (kisebb része a Bajkálontúli határterületen), a Sztanovoj-felföld délnyugati részén.
Neve a Muja folyónévből származik.

## Jellemzői
A hegylánc délnyugat–északkeleti irányban, a Barguzin folyó forrásvidékétől a Csara felső folyásáig húzódik, nagyjából párhuzamosan az északabbra fekvő Észak-mujai-hegységgel. Hossza kb. 400 km. Legmagasabb pontja 2721 m, illetve 3067 m, (Mujszkij Gigant). Dél felől hosszan kíséri a Muja keskeny völgyét, keleti részét a Vityim szeli át.
Kristályos pala, gránit, valamint metamorf mészkő és homokkő építi fel. A hegyoldalakat kb. 1400 m magasságig daur vörösfenyőből álló erdők borítják.